# یهودیان مسیحی
یهودیان مسیحی (انگلیسی: Jewish Christian) پیروان یک فرقه مذهبی یهودی بودند که در اواخر دوره معبد دوم یا قرن اول پس از میلاد در یهودیه (استان روم) ظهور کردند. این یهودیان معتقد بودند که عیسی مسیح در یهودیت است، و آموزه‌های او را با ایمان یهودی، از جمله رعایت شریعت یهود یا هلاخا آمیختند. مسیحیت یهودی پایه و اساس مسیحیت اولیه است که بعدها به مسیحیت کاتولیک و ارتدوکس شرقی تبدیل شد. مسیحیت با انتظارفرجام‌شناسی یهودی آغاز شد و پس از خدمت زمینی، تصلیب عیسی و تجربیات پیروانش پس از مصلوب شدن، به پرستش عیسی تبدیل شد. دانش‌پژوهی مدرن درگیر یک بحث مداوم در مورد تعیین مناسب برای اولین پیروان عیسی است. بسیاری اصطلاح مسیحیان یهودی را با توجه به اینکه هیچ اتفاق نظری در مورد تاریخ تولد مسیحیت وجود ندارد، نابهنگام می‌دانند. برخی از محققان مدرن، تعبیر «یهودیان ایماندار به عیسی» یا «پیروان یهودی عیسی» را به‌عنوان منعکس‌کننده بهتر زمینه اصلی پیشنهاد کرده‌اند. یهودیان مسیحی اصول شریعت یهود را حفظ کردند.
مسیحیان یهودی که به نام ناصری‌ها نیز شناخته می‌شوند، پیروان عیسی مسیح بودند که در اواخر دوره معبد دوم از فرقه مذهبی یهودیان پدید آمدند. آنها به عیسی به عنوان مسیح ایمان داشتند و از تعالیم یهودی و مسیحی حمایت کردند. آنها بخشی از جامعه مسیحی اولیه بودند و در شکل‌گیری مسیحیت به عنوان یک دین متمایز سهیم بودند.

## فرقه‌های یهودی در اوایل قرن اول
در اوایل قرن اول پس از میلاد، فرقه‌های یهودی رقیب زیادی در سرزمین مقدس وجود داشتند و فرقه‌هایی که یهودیت خاخامی و مسیحیت پروتو ارتدوکس شدند، تنها دو مورد از این فرقه‌ها بودند. فریسیان، صدوقیان و زیلوت‌ها بودند، اما فرقه‌های کمتر تأثیرگذار دیگری از جمله اسنی‌ها نیز وجود داشتند. قرن اول قبل از میلاد و قرن اول پس از میلاد شاهد تعداد فزاینده ای از رهبران مذهبی کاریزماتیک بود که در آنچه که میشنا یهودیت خاخامی شد، مشارکت داشتند. خدمت مسیح منجر به ظهور اولین جامعه مسیحی یهودی خواهد شد.
اناجیل حاوی محکومیت شدید فریسیان است، اگرچه تأثیر واضحی از تفسیر هیلل از تورات در سخنان انجیل وجود دارد.
- صدوقیان گروهی مستبد از کاهنان یهودی و افراد ثروتمندی بودند که پیشنهاد می‌کردند که تمام شریعت نوشته شود و برای مقدس بودن و یهودی بودن، پیروی دقیق و تحت اللفظی از شریعت ضروری است. قانون قرار نبود تغییر کند. برای همیشه ثابت شد از آنجا که تورات حاوی چند الگوی رفتاری خاص در مورد زندگی پس از مرگ بود، صدوقیان تغییر این موضوع را نادیده گرفتند.
- فریسیان ایده آخرالزمان و زندگی پس از مرگ را، همان‌طور که اشعیا بیان کرد، پذیرفتند، و این مفهوم را پذیرفتند که کسانی که شریعت را انجام داده‌اند و از پاداش در این زندگی زمینی محروم شده‌اند، در آینده جبران خواهند شد. فریسیان پیشنهاد کردند که اگر شخصی به دلیل فقر یا شرایط جسمی نتواند قانون دینی را به معنای واقعی کلمه اجرا کند، اجرای روح شریعت کافی است. اعتقاد به رستاخیز مردگان در عصر مسیحایی یک آموزه اصلی فریسیان بود.
- اسنی‌ها فرقه‌ای زاهدانه در حاشیه جامعه یهود بودند. آنها به رستاخیز، جاودانگی روح، و مسیحی که راه نجات جاودانه را هدایت کند، اعتقاد داشتند. بدکاران در جهنم مجازات می‌شوند و نیکوکاران در بهشت با خدا زندگی می‌کنند. اسنی‌ها آداب تطهیر مفصلی از جمله غسل تعمید را توسعه دادند که در آن اعضای جدید با بخشش گناهان در «میثاق جدید» پذیرفته شدند. در بین اسنی‌های یهودی، مراسم ضروری غذای مقدس بود. اسنی‌ها به تجرد اعتقاد داشتند، اما ازدواج را مجاز می‌دانستند.
- عیسی ناصری که توسط یحیی تعمید‌دهنده، در هنگام تولد به رسم یک اسنی تعمید داده شد، تفسیر شریعت را به شدت تغییر داد: دیگر زمینه تاریخی و ریشه‌های شریعت مهم نبود. عمل به شریعت، در واقع، فقط با کارهای نیک قابل مقایسه بود - فقط پیش شرطی برای رستگاری ابدی. رستگاری خود به ایمان و اعتقاد به عیسی به عنوان پسر خدا، تحقق پیشگویی مسیحای یهودی بستگی داشت.[۵]

در زمان سوختن معبد دوم در سال ۷۰ پس از میلاد، صدوقیان، از بین رفتند. اسنی‌ها نیز همین‌طور بودند، اگرچه مکتوب‌های آنها در نهایت به عنوان طومارهای دریای مرده باقی ماند. فقط فریسیان باقی ماندند. تفاسیر آنها از شریعت یهود، بر اساس اصولی که در دنیای یونانی-رومی باستان به خوبی توسعه یافته بود، مسیر آینده یهودیت را تعیین می‌کرد.